# Аргірія
Аргірія, також Аргіроз (від давньогрецького: ἄργυρος Аргірос — срібло) — відкладання сульфіду срібла в шкірі, слизових оболонках, стінках капілярів, кістковому мозку, селезінці.

## Біологічна дія
У тварин і людини постійне використання срібних виробів зазвичай призводить до поступового накопичення сполук срібла в різних частинах тіла. Як і у фотографії (де срібло корисне, тому що воно має чутливість до світла), бліді або безбарвні сполуки срібла під дією сонячного світла розкладаються до металевого срібла або срібних сульфідів. Зазвичай ці продукти депонуються у вигляді мікроскопічних частинок у шкірі.
Хронічний прийом також може призвести до осідання пігментів срібла під дією світла в інших органах, зокрема, очах.
Локалізована аргірія часто є результатом місцевого застосування речовин, що містять срібло, наприклад, деяких видів очних крапель.